# Karl von Bruhn
Johann Karl Balduin von Bruhn, Decknamen Balduin, Joseph Lieblin (* 16. März 1803 in Herzhorn; † 9. August 1877 in Altona) war bereits im Vormärz ein entschiedener Oppositioneller und nahm aktiv an der Revolution von 1848 teil. In den 1860er Jahren wurde er Mitglied im ADAV und war Redakteur des Nordstern.

## Vormärz und Revolution
Er war Sohn des früheren königlich dänischen Kapitäns Hans Friedrich vom Bruhn. Er besuchte das Gymnasium in Altona. Seit 1824 studierte er Rechtswissenschaften in Kiel. Weil bei einem Studentenduell, bei dem er Sekundant war, ein Beteiligter getötet worden war, wurde er zu vier Monaten Festungshaft verurteilt. Er wechselte an die Universität München, wo er Mathematik studierte. Nach einer Reise nach St. Petersburg trat er 1829 als Freiwilliger in die preußische Armee ein. Er diente als Artillerist zuletzt im Rang eines Unteroffiziers. Lange Zeit war er in der Bundesfestung Mainz stationiert. Im Jahr 1834 verließ er den Militärdienst. Er hielt sich zeitweise in Paris auf und arbeitete danach von 1836 bis 1838 als Hauslehrer und Ökonomie-Eleve auf einem Gut in Rheinhessen.
Er wurde aktives Mitglied des Bundes der Geächteten und des Bundes der Gerechten. Bruhn verwendete den Decknamen Balduin. Er musste aus Deutschland fliehen, als 1840 Ermittlungen gegen ihn angestellt wurden. Im Jahr 1841 wurde er in Mainz in Abwesenheit zum Tode verurteilt.
Er lebte danach in der Schweiz und blieb weiterhin für die politische Opposition in Deutschland tätig. Bruhn hat unter anderem den Heckerzug 1848 mit vorbereitet und diente als Oberst in der Truppe der Revolutionäre. Nach der Niederlage ging er zunächst wieder in die Schweiz. Er nahm dann aktiv an der Septemberrevolution 1848 in Frankfurt am Main teil. Danach lebte er zeitweise unter anderem Namen in Hamburg und spielte dort eine führende Rolle in den demokratischen Arbeitervereinen. Bruhn stand in enger Verbindung mit Johann Philipp Becker und gehörte dem Bund der Kommunisten an. Als er im Mai 1849, um sich der Reichsverfassungskampagne anzuschließen, nach Süddeutschland reisen wollte, wurde er verhaftet. Bei ihm wurden verschiedene Schriftstücke und Adressen von Gleichgesinnten gefunden. Darunter war auch ein Empfehlungsschreiben von Karl Marx. Die politischen Zusammenhänge waren den Behörden offenbar unbekannt und Bruhn wurde nur wegen Vagabundierens verurteilt.

## Reaktionsära
Zeitweise unter fremden Namen nahm er seine politische Tätigkeit wieder auf. Er lebte seit 1850 in Altona und wurde dort Vorsitzender des örtlichen Arbeitervereins. Auf Grund seiner Tätigkeit wurde Bruhn festgenommen, sechs Wochen in Haft gehalten und 1851 freigesprochen. Bruhn schloss sich einer Gruppe von Oppositionellen an, die sich in der Schweiz gebildet hatte. Einer ihrer Abgesandten in Deutschland war Bruhn. Dieser brachte nach Darstellung von Marx, die ehemaligen Mitglieder des Bundes der Kommunisten in Holstein dazu, unter Vorspiegelung falscher Tatsachen, sich der Gruppe anzuschließen. Weil er sich auch damit in Opposition zur Londoner Führung stellte, wurde er 1850 ausgeschlossen. Der Ausschluss wurde in Hamburg aber nicht umgesetzt. In einem Brief eines Abgesandten heißt es dazu: „Ich war bei Martens in Hamburg zuerst. Martens fand das Benehmen gegen Bruhn wenigstens unklug, da Bruhn, wie er sagte, einen sehr großen Einfluss habe und täglich mehr an Boden gewinne. Ich habe mich in Altona selbst davon überzeugt und es für nötig gehalten, mich sofort wieder mit Bruhn in Verbindung zu setzen. Das Resultat war für beide Teile sehr befriedigend, näheres darüber mündlich.“

## Arbeiterbewegung
Bruhn war Gründungsmitglied des ADAV am 23. Mai 1863 in Leipzig und versuchte ab 1863 in Altona Anhänger zu werben. Damit hatte er aber nur begrenzten Erfolg. Auch in Pinneberg gründete er die dortige ADAV Gemeinde. In den frühen 1860er Jahren war er Redakteur des Nordsterns. Im Jahr 1865 positionierte sich das Bruhn als innerparteilicher Gegner des ADAV-Präsidenten Bernhard Becker. Statt der Diktatur eines Einzelnen setzte er auf eine Parteileitung durch drei Personen. In Altona stellte sich Bruhn und mit ihm die ADAV Gemeinde auf die Seite der Gräfin Hatzfeld. Der Bevollmächtigte Krohne musste zurücktreten und Bruhn übernahm dieses Amt. Es wurde eine Versammlung mit dem Präsidenten Becker einberufen, auf der dieser seine Positionen darlegen sollte. Im Verlauf der Versammlung zog Becker die Legitimation von Bruhn als Bevollmächtigter in Zweifel und drohte damit die Polizei einzuschalten. Daraufhin wurde er von Bruhn und seinen Anhängern aus dem Saal gedrängt. In der Folge trat die Altonaer Gemeinde aus dem ADAV aus. Im Nordstern forderte Bruhn Becker zum Rücktritt auf. Ihm gelang es, auch andere ADAV-Gemeinden in Schleswig-Holstein zum Abfall vom Verein zu bringen. Insgesamt konnte sich Bruhn mit seiner Meinung nicht durchsetzen. In der Folge spielten er und der Nordstern kaum noch eine Rolle im ADAV. Nachdem Carl Wilhelm Tölcke Präsident des ADAV geworden war, schlossen sich die meisten abgefallenen Gemeinden der Partei wieder an. Bruhn stand auch im Gegensatz zu Johann Baptist von Schweitzer, der mit dem Social-Demokrat eine Zeitung gegründet hatte, die den Nordstern verdrängt hatte. Im Jahr 1866 war Bruhn als Bevollmächtigter für Altona ersetzt worden. Ein Jahr später kandidierte er in Pinneberg für den Norddeutschen Reichstag. Bruhn schloss sich dem vom ADAV abgespaltenen Lassallescher Allgemeiner Deutscher Arbeiterverein an und war Redakteur der Freien Zeitung dieser Organisation.

## Archivalien und Briefe
- Freie Zeitung des Lassalle'schen Allgemeinen Deutschen Arbeiter-Vereins. Hrsg.: Karl Bruhn; Verantw. Red.: Julius Röthing; B. Fischer. Röthing, Hamburg, Leipzig 1867–Juni 1872.ZDB-ID 89027-3.

- IISG Nachlass Johann Philipp Becker. Signatur: D I 285-322 (Bruhn an Johann Philipp Becker 1848-1868. 37 Briefe, 1 Telegramm und Beilagen; D II 261 Brief von Karl Bruhn an J.Ph. Becker, Juli 1863, geschrieben auf Seite 8 von D II 260 und D II 302 Brief von Bruhn vom 8. Juli 1848, mit Nachschrift von Georg Lommel).
- IISG. Allgemeiner Deutscher Arbeiterverein/Lassalle Archives. Abteilung III. Korrespondenzen von Demokraten und Arbeiterfunktionären 1862-63. Signatur 50. (J.Ph. Becker an Bruhn. Ende Juni 1863)
- IISG. Allgemeiner Deutscher Arbeiterverein/Lassalle Archives. Signatur: 84 (Bruhn an Sophie von Hatzfeldt, 2. Juni 1865, 8. Juni 1865 und 9. Juni 1865).
- Acta Criminalia 12.233. In: Institut für Stadtgeschichte Frankfurt a. M. (Bericht des peinlichen Verhöramts an das Appellationsgericht wegen der Teilnahme des Ökonomen und Schriftstellers Johann Karl Balduin von BRUHN aus Herzhorn in Holstein, Redner bei der Volksversammlung auf der Pfingstweide am 17. September, in maßgeblicher Rolle am Aufruhr von 16. bis 18. September 1848, mit Protokollen zur Vernehmung von BRUHN und von Zeugen, Recherchen, beschlagnahmte Briefe, u. a. von Karl Marx (fol. 262–266))
- Bruhn an Johann Philipp Becker. 29. Juli 1848[13]
- Bruhn an Johann Philipp Becker. 6. August 1848[14]
- Bruhn an Johann Philipp Becker. 26. August 1848[15]
- Bruhn[16] an Johann Philipp Becker 2. Dezember 1848[17]
- Bruhn an Conrad Schramm 2. April 1849.[18][19]
- Karl Marx an Hermann Brehmer 6. Mai 1850. (Empfehlung für Bruhn)[20]
- Karl Marx an Eduard von Müller-Tellering 6. Mai 1850. (Empfehlung für Bruhn)[21][22]
- Karl Marx an Andreas Stifft 6. Mai 1850. (Empfehlung für Bruhn)[23][24]
- Bruhn[25] an Conrad Schramm 2. bis 8. Mai 1850[26][27]
- Bruhn an Ferdinand Lassalle. 22. Juni 1863.[28]
- Bruhn an Ferdinand Lassalle. 14. Dezember 1863.[29]
- Bruhn an Ferdinand Lassalle. 10. Mai 1864.[30]
- Peter Nothjung an Bruhn. 14. September 1864[31]
- Bruhn an Karl Marx. 27. Februar 1865[32]
- Karl Marx an Bruhn. 28. März 1865[33]
- Bruhn an Karl Marx. 9. April 1865[34]